# Farmfoods
Farmfoods Ltd – brytyjska sieć handlowa zajmująca się sprzedażą detaliczną artykułów spożywczych, w szczególności mrożonych. Siedziba przedsiębiorstwa mieści się w Cumbernauld, w Szkocji.
Przedsiębiorstwo założone zostało w 1955 roku w Aberdeen jako zakład przetwórstwa mięsnego. Na początku lat 70. Farmfoods otworzyło swój pierwszy, eksperymentalny sklep z mrożonkami. W 2014 roku sieć Farmfoods liczyła ponad 320 obiektów na terenie Wielkiej Brytanii.